# Lubieszewo (powiat gryficki)
Lubieszewo (niem. Lübsow) – wieś w Polsce położona w województwie zachodniopomorskim, w powiecie gryfickim, w gminie Gryfice. Osadnictwo sięga IV w. p.n.e. (kultura jastorfska). Gospodarkę wsi stanowi sektor prywatny, złożony z indywidualnych gospodarstw rolnych. Lasy zajmują 135,34 ha (w tym 2 ha lasów prywatnych). Według spisu powszechnego w 2002, wieś zamieszkiwało 75, natomiast w 2004 - 80 osób.

## Położenie geograficzne
Wieś zajmuje powierzchnię 399 ha. Usytuowana jest w południowo-wschodniej części gminy Gryfice (powiat gryficki) na płaskowyżu mikroregionu lubieszewskiego, obejmującego pow. 16 km². Mikroregion leży na Równinie Gryfickiej należącej do mezoregionu Pobrzeża Szczecińskiego.
Ok. 1,8 km na zachód od wsi znajduje się Lubieszowska Góra. Ok. 1,8 km na wschód i na północ od miejscowości płynie struga Lubieszowa.

## Klimat
Na podstawie podziału województwa na krainy klimatyczne, dokonanego przez K. Prawdzica, Lubieszewo znajduje się w obrębie tzw. strefy gryficko-nowogardzkiej. Średnia temp. roczna wynosi od 7° do 7,6 °C, przy średn. temp. lata od 14° do 15 °C. Średnia roczna opadów kształtuje się w granicach od 550 do 625 mm, okres wegetacyjny natomiast trwa od 210 do 217 dni.

## Gospodarka
W gospodarce wsi dominuje sektor prywatny, który obejmuje 19 indywidualnych gospodarstw rolnych o stosunkowo wysokiej klasie bonitacyjnej i różnym areale gruntów. Do małych (do 5 ha) – należy 10, do średnich (5-15 ha) – 4, do dużych (15-50 ha) – 5 gospodarstw rolnych. Produkcja rolna kształtuje się na poziomie średniointensywnym. Gospodarstwa te eksploatują 147 ha użytków rolnych.

## Historia
| Rodzaj                       | Pow. w (ha) | %      |
| ---------------------------- | ----------- | ------ |
| Grunty orne                  | 112         | 70,44% |
| Łąki                         | 27          | 16,98% |
| Pastwiska                    | 8           | 5,03%  |
| Sady                         | 0           | 0%     |
| Użytki rolne (Σ)             | 147         | 92,45% |
| Lasy prywatne                | 2           | 1,26%  |
| Lasy zakrzewione             | 3           | 1,89%  |
| Tereny mieszkaniowe          | 4           | 2,52%  |
| Nieużytki                    | 2           | 1,26%  |
| Wody                         | 1           | 0,62%  |
| Użytki i nieużytki rolne (Σ) | 159         | 100%   |

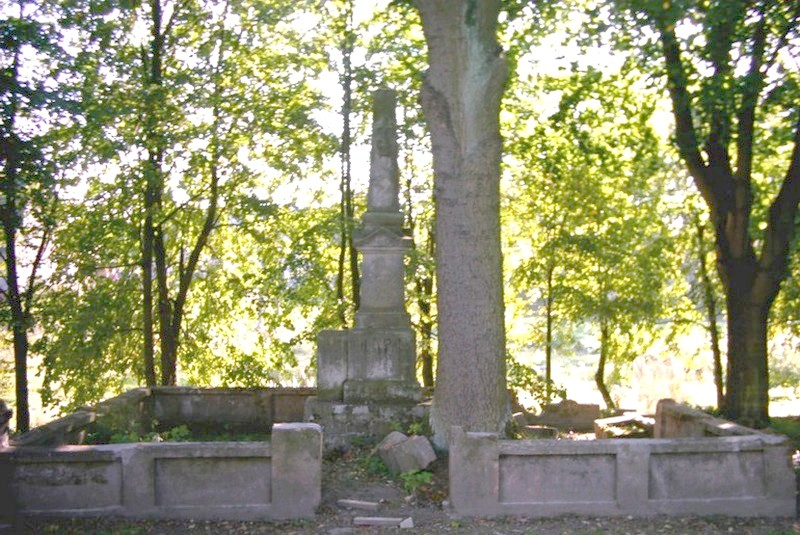
Obelisk ku czci poległych w I wojnie światowej w Lubieszewie

Pierwsze wzmianki o miejscowości pochodzą z 1280. Wieś w XVII w. nosiła nazwę Lubzow, w latach 1816-1945 – Lübsow, do 1946 przejściowo nazwę Nowaczew. Od 1946 – Lubieszewo.
Badania archeologiczne prowadzone w latach 1908–1925, 1937–1939 oraz w l. 60. XX w. dowiodły, że miejscowość charakteryzowała się ciągłością osadniczą od IV w. p.n.e. do I w. n.e.
Miejscowość ta jest znana głównie z odkrytych tu w I poł. XX w. (lata 1908-1925) 6 grobów tzw. książęcych z I w. p.n.e. – I w. n.e., czyli z okresu wpływów rzymskich. Znalezione pochówki szkieletowe znajdowały się w komorach drewnianych obłożonymi kamieniami (kurhany). Groby były bogato wyposażone w różnego rodzaju zastawy naczyń do picia wina z brązu, pary srebrnych i szklanych pucharów (ze scenami walk gladiatorów) pochodzących z terenów Cesarstwa rzymskiego i wiele innych wyrobów miejscowych. Pochowana została tu lokalna dynastia germańska.
Wszystkim analogicznym grobom i cmentarzyskom w środkowej i północnej Europie nadano nazwę grobów grupy lubieszewskiej. Późniejsze badania, prowadzone także przez polskich archeologów doprowadziły do odkrycia ponad 150 grobów jamowych, popielnicowych i bezpopielnicowych, tzw. ciałopalnych oraz kilku szkieletowych. Obszar badań obejmuje 3 stanowiska archeologiczne.
Prace archeologiczne, prowadzone w latach 1964-1969 doprowadziły do kolejnego odkrycia – osady pochodzącej z okresu V w. n.e. (okres wędrówek ludów). Odkopano pozostałości osadnicze, które zalegały na głębokości od 20 do 30 cm i 40 cm. Osada była zamieszkana przez krótki okres (jedna faza osadnicza). Charakter zabudowy wskazywał na zasiedlenie wsi typu okolnicy (domów rozmieszczonych w kształcie podkowy).
Życie miejscowych skupiało się wokół tzw. majdanu (ok. 40 m średnicy). Wieś składała się z 6 domów słupowych, za którymi występowały półziemianki. Domy były zbudowane na bazie trzech rzędów słupów, które stanowiły konstrukcję nośną budowli. Środkowy rząd podpierał dwuspadowy dach, rzędy boczne były wyplatane i gacone gliną. Domy o wymiarach 4x7 m składały się z dwóch izb. W domach sytuowane były paleniska. Półziemianki natomiast pokryte byłe dwuspadowym dachem z umieszczonym pośrodku paleniskiem. Wymiary wynosiły 3x4,5 m. Istniała także zabudowa gospodarcza, m.in. spichlerze.
Odkryte przez archeologów zwęglone ziarna zbóż oraz kości zwierzęcych świadczą o rozwijającej się uprawy roli i hodowli zwierząt. Ponadto rozwijało się kowalstwo, na co wskazuje odkopana kuźnia. Okolnica była położona na wzniesieniu. Układ zabudowy powodował jej zamknięcie od stron: północnej, zachodniej i wschodniej. Droga do okolnicy prowadziła łagodnym stokiem od południa. Poza zabudową znaleziono liczne elementy narzędzi, naczyń oraz ozdób.
Liczne ślady osadnictwa na płaskowyżu wskazywały na kolejny rozwój osadnictwa datowany wstępnie na VII/VIII w. i rozwijający się do XIII/XIV w. Według oceny archeologów, typ wsi w Lubieszewie mógł ulec zmianie. Brak dokładniejszych badań nie pozwala na dokładniejsze jej określenie. Wiadomo jednak, że charakter osadnictwa nawiązywał do tradycji z V w. n.e.
Do dziś w Lubieszewie zachowało się 7 zagród chłopskich z połowy XIX i przełomu XIX/XX w. Na terenie wsi znajduje się: 13 obiektów chronionych. Na początku lat 20. XX w. mieszkańcy wsi postawili obelisk ku czci poległym w I wojnie światowej. Muzeum Narodowe w Szczecinie (Oddział Muzeum Morskiego) w ramach stałej wystawy - Pradzieje Pomorza na lodzie i na morzu eksponuje: makietę Lubieszewo, gm. Gryfice, osada z V w. oraz zdjęcie przedstawiające badania na osadzie z V w. w Lubieszewie.
W latach 1946–1998 miejscowość należała administracyjnie do województwa szczecińskiego.

## Samorząd mieszkańców
Gmina Gryfice utworzyła w 2005 jednostkę pomocniczą – "Sołectwo Lubieszewo", które obejmuje jedynie wieś Lubieszewo. Organem uchwałodawczym sołectwa jest zebranie wiejskie, na którym mieszkańcy wybierają sołtysa. Działalność sołtysa wspomaga jest przez radę sołecką, która liczy od 3 do 7 osób – w zależności jak ustali wiejskie zebranie wyborcze.

## Opracowania
- Andrzej Kokowski, Starożytna Polska, Warszawa: Wydawnictwo Trio, 2005, ISBN 83-7436-012-7, OCLC 69479176. Brak numerów stron w książce
- Kownas S., Zarys fizjografii powiatu gryfickiego [w]: T. Białecki (pod red.), Ziemia Gryficka 1969, Gryfickie Towarzystwo Kultury w Gryficach, Szczecin 1971.
- Wołągiewicz R., Lubieszewo, Materiały do studiów nad kulturą społeczności Pomorza Zachodniego w okresie od IV w. p.n.e. do I w. n.e., Szczecin 1994.
- Wołągiewicz R., Z badań archeologicznych w Lubieszewie nad osadnictwem w późnej starożytności i wczesnym średniowieczu [w]: Białecki T. (pod red.), Ziemia Gryficka 1969, Gryfickie Towarzystwo Kultury w Gryficach, Szczecin 1971.

## Opracowania online
- Urząd Miasta i Gminy Gryfice, Lubieszewo. Plan rozwoju miejscowości (pol.), [dostęp 2015-09-15].